# Fujiya & Miyagi
Fujiya & Miyagi — британский музыкальный коллектив, образовавшийся в 2000 году в Брайтоне, Англия; группа исполняет электронный экспериментальный рок, продолжая краут-традиции в русле, заданном Stereolab, The Orb, Aphex Twin. Fujiya & Miyagi выпустили 5 студийных альбомов, предпоследний из которых, Ventriloquizzing, получил высокие оценки музыкальных критиков.

## История группы
Fujiya & Miyagi образовались в 1999 году как дуэт: в его состав вошли электронщик Стив Льюис (Steve Lewis, он же Fujiya) и поющий гитарист Дэвид Бест (David Best, он же Miyagi), заимствовав название у персонажа фильма «The Karate Kid» (Mr. Miyagi) и музыкально-технического бренда. Дуэт выпустил первый альбом Electro Karaoke in the Negative Style на Tirk Records. Перед началом гастролей в поддержку альбома Бест и Льюис пригласили в состав басиста Грандера (Grunder) и барабанщика Мэтью Эвери (Matthew Avery). В ходе работы над вторым альбомом состав изменился: основатели вернулись к формату дуэта, пригласив к сотрудничеству Мэтта Хэйнсби (бас-гитара, клавишные, вокал). Второй альбом Transparent Things вышел весной 2006 года. В 2003—2006 годах положительные рецензии стали появляться в прессе (NME, Pitchfork Media); группа была упомянута в документальном сериале This Is Our Music (MTV 2, 2006). Третий, Lightbulbs (2008) получил определенную поддержку диджеев и два сингла из него стали популярными в клубах. В состав группы в 2008 году вошёл барабанщик Ли Адамс. Четвёртый альбом, записанный с продюсером Томом Монаханом (Vetiver, Девендра Банхарт), ознаменовал, как отметили критики, возвращение к звучанию дебютного альбома и был встречен в целом положительными отзывами.

## Участники
- Steve Lewis (Fujiya) (с 2000), синтезатор, программинг, бэк-вокал.
- David Best (Miyagi) (с 2000), вокал и гитара.
- Matt Hainsby (Ampersand) (с 2005), бас-гитара, бэк-вокал.
- Lee Adams (с 2008), ударные[4].

## Дискография
- Electro Karaoke in the Negative Style (2002)
- Transparent Things (2006)
- Lightbulbs (2008)[5] — UK #187[6]
- Ventriloquizzing (2011)
- Artificial Sweeteners (2014)
- Fujiya & Miyagi (2017)
- Flashback (2019)